# برنیشوو
برنیشوو (به صربی: Brniševo) یک روستا در صربستان است که در توتین، صربستان واقع شده‌است. برنیشوو ۸۸ نفر جمعیت دارد.